# Mistrovství Evropy v plaveckých sportech 1947
Mistrovství Evropy v plaveckých sportech za rok 1947 proběhlo v Monte Carlu, Monako ve dnech 10. až 14. září 1947.
Soutěže
- Plavání
- Skoky do vody
- Vodní pólo